# Hymn Lesotho
Lesotho Fatse La Bontata Rona (Lesotho, kraju naszych ojców) – hymn państwowy Lesotho przyjęty w roku 1967. Słowa napisał François Coillard, a muzykę skomponował Ferdinand-Samuel Laur.

## Oficjalne słowa w języku Sesotho
Lesotho fatse la bo ntat'a rona,
Har'a mafatse le letle ke lona.
Ke moo re hlahileng,
Ke moo re holileng,
Rea la rata.
Molimo ak'u boloke Lesotho,
U felise lintoa le matsoenyeho.
Oho fatse lena,
La bo ntat'a rona,
Le be le khotso.